# Лаабан, Ильмар
Ильмар Лаабан (11 декабря 1921, Таллин, Эстония — 29 ноября 2000, Стокгольм-Хагерстен, Швеция) — эстонский поэт в изгнании и литературный переводчик.

## Жизнь и творчество
Ильмар Лаабан родился 11 декабря 1921 года в Таллине в эстонско-латвийской семье. С 1934 по 1940 год посещал школу в Таллине. Учился в Таллиннской консерватории фортепиано и композиции. В 1940 году он поступил на отделение французской филологии Тартуского университета.
В 1943 году, во время немецкой оккупации Эстонии, чтобы избежать призыва в армию эмигрировал через Финляндию в Швецию. С 1943 по 1949 год он изучал в университете Стокгольма романские языки и философию. Затем он был свободным писателем и лектором в Стокгольме. С 1975 года был членом Международной ассоциации художественных критиков. Его работы были запрещены в Советском Союзе, однако получали распространение в виде самиздата.
Ильмар Лаабан писал в основном стихи и литературную критику. Кроме того, он писал эссе на эстонском и шведском. Он перевел множество эстонских стихов на шведский и немецкий. Кроме того, он переводил произведения французских поэтов в частности, Шарля Бодлера и Артюра Рембо, на эстонский и шведский.
В 1988 году его эссе и статьи были опубликованы в четырёхтомном шведскоязычном сборнике «Skrifter». В 1997 году был выпущен сборник эссе «Marsyase nahk» на эстонском.
Ильмар Лаабан написал многие из своих стихов в стиле сюрреализма и звукоподражательной поэзии. Его очень интересовали звуковые и речевые игры в манере Эрнста Яндля. Его примером для подражания был Курт Швиттерс.
Ильмар Лаабан скончался 29 ноября 2000 года в Хагерстене (районе Стокгольма). Похоронен в Таллине на кладбище Рахумяэ.

## Сочинения
- Ankruketi lõpp on laulu algus (1946)
- Rroosi Selaviste (1957)
- Poesi (1988, на шведском)
- Oma luulet ja võõrast (1990)
- Magneetiline jõgi (2001)
- Sõnade sülemid, sülemite süsteemid (2004)
- Eludrooge ego-ordule (2008)